# Thong Song
Thong Song is een single van de Amerikaanse zanger Sisqó uit 2000. Het stond in 1999 als achtste track op het album Unleash the Dragon, waar het de tweede single van was, na Got to Get It.

## Achtergrond
Thong Song is geschreven door Desmond Child, Bob Robinson, Robi Rosa, Tim Kelley, Mark Andrews en Joseph Longo en geproduceerd door Sisqó. Het is een seksueel getint r&b-nummer. In het lied wordt er gezongen over de billen van de vrouw en over dat hij die in een string wil zien. Het nummer bevat een sample van Livin' la Vida Loca van Ricky Martin en is een interpolatie van Eleanor Rigby van The Beatles. In 2021 was het lied onderwerp van de mini-documentaire van Vice.

## Hitnoteringen
Het lied was over de hele wereld in de hitlijsten te vinden. In Nieuw-Zeeland stond het op de eerste positie. Andere top drie noteringen werden gehaald in Australië, beide Nederlandse hitlijsten (Top 40 en de Mega Top 100), de Verenigde Staten, het Verenigd Koninkrijk en in Noorwegen. In België had het als piekposities de vijfde plaats in Wallonië en de vijftiende plek in Vlaanderen. De single was voor Sisqó zijn grootste hit.

## Covers
Het lied is door onder andere de cast van Glee in 2009 en door Audiosonik en Jerome in 2016. De versie van Glee had een notering in de Britse hitlijst; het heeft daar op de 99e positie gestaan.